# James Edward Quibell
James Edward Quibell (Newport, 11 de novembro de 1867 – Hertford, 5 de junho de 1935) foi um egiptólogo britânico, nascido em Newport (Shropshire). Quibell tornou-se conhecido pelo seu trabalho nas tumbas reais do Vale dos Reis, no Egito.

## Estudos e trabalhos
Quibell estudou no Adams' Grammar School e na Christ Church (Oxford). Ele sempre foi fascinado por antiguidades e se ofereceu para ser pupilo do Professor Flinders Petrie, com quem ele trabalhou em: Copto em 1893, Nagada, Buleas, Tebas, Nequebe, e Hieracômpolis, por vários anos.
Após seis meses de estudo na Universidade Humboldt de Berlim, ele foi nomeado para a comissão de catalogação (Catalogue Commission) do Museu Egípcio e em 1899 tornou-se um inspetor no grupo do Departamento de Antiguidades, tendo como colega o famoso Howard Carter.
Ele trabalhou em Sacará, no Vale dos Reis, onde descobriu a tumba de Iuia e Tuiu em 1905, e em Hieracômpolis, onde, juntamente com outras descobertas, sua equipe descobriu a famosa Paleta de Narmer em 1898. Nesse mesmo ano, ele foi nomeado Inspetor do Serviço de Antiguidades da região do Delta e do Médio Egito. Ele, mais tarde, trabalhou no cargo de diretor do Museu Egípcio (1914-23) e como Secretário-Geral do Serviço de Antiguidades desde 1925 até a sua aposentadoria.